# ZAS Airline of Egypt
ZAS Airline of Egypt war eine ägyptische Fluggesellschaft mit Sitz in Kairo, die sowohl Flüge im Inland als auch Charterflüge nach Köln, Frankfurt, Zürich und Paris wahrnahm.

## Geschichte
Die Airline fungierte nach ihrer Gründung zunächst im Frachtsektor. Der erste Passagierflug fand im November 1982 von London nach Kairo, via Amsterdam statt. Es folgten auf dem Passagiersektor Charterflüge – zunächst für Pilger nach Mekka. 1987 erhielt die Airline die Lizenz für weltweite Charterflüge. Von Kairo wurde u. a. Zürich angeflogen. Innerägyptische Linienflüge erfolgten Ende 1988.
ZAS (Zarkani Air Service) beförderte 1989 350.000 Passagiere.
Am 21. Oktober 1995 gab die ZAS nach aufgelaufenen Verlusten von 660 Mio. $ die Insolvenz bekannt.

## Flotte
(Stand: 1991)
- 1 A300B4

- 2  Boeing 707-300

- 3  MD82/83

- 3 Lockheed Jetstar